# Noyers (Loiret)
Pour les articles homonymes, voir Noyers.
Noyers est une commune française située dans le département du Loiret, en région Centre-Val de Loire.

## Géographie

### Localisation

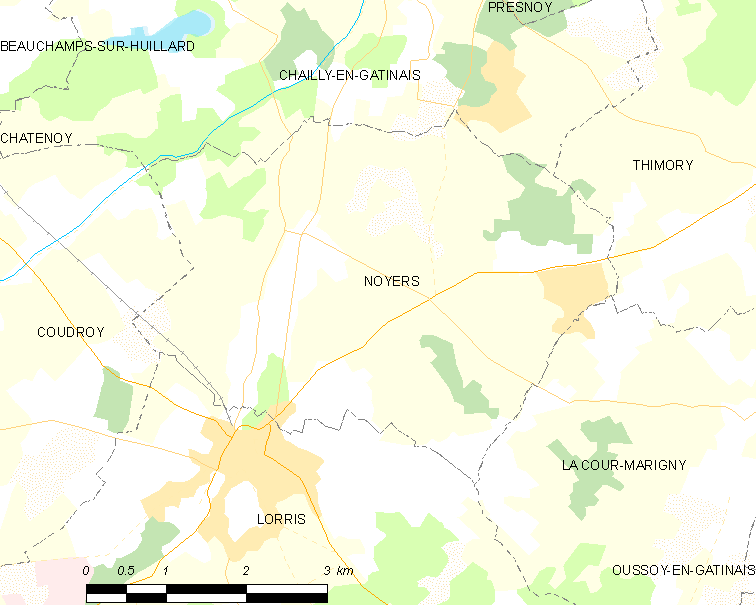
Carte de la commune de Noyers (Loiret) et des communes limitrophes

La commune de Noyers se trouve dans le quadrant sud-est du département du Loiret, dans la région agricole du Gâtinais pauvre. À vol d'oiseau, elle se situe à 46,1 km  d'Orléans, préfecture du département, à 18,9 km de Montargis, sous-préfecture, et à 2,9 km de Lorris, ancien chef-lieu du canton dont dépendait la commune avant mars 2015. La commune fait partie du bassin de vie de Lorris.

### Communes limitrophes
Les communes les plus proches sont : Lorris (2,9 km), Chailly-en-Gâtinais (3,9 km), Coudroy (4,4 km), Presnoy (5,3 km), Thimory (5,7 km), La Cour-Marigny (5,8 km), Auvilliers-en-Gâtinais (5,9 km), Beauchamps-sur-Huillard (6,1 km), Vieilles-Maisons-sur-Joudry (6,8 km) et Montereau (7,3 km).

### Lieux-dits et écarts
- Le château de La Marrière, construction dans le goût d'un manoir anglais, édifié au XIXe siècle par un préfet du département, Joseph Michon.

### Géologie et relief
La commune est classée en zone de sismicité 1, correspondant à une sismicité très faible.

### Hydrographie

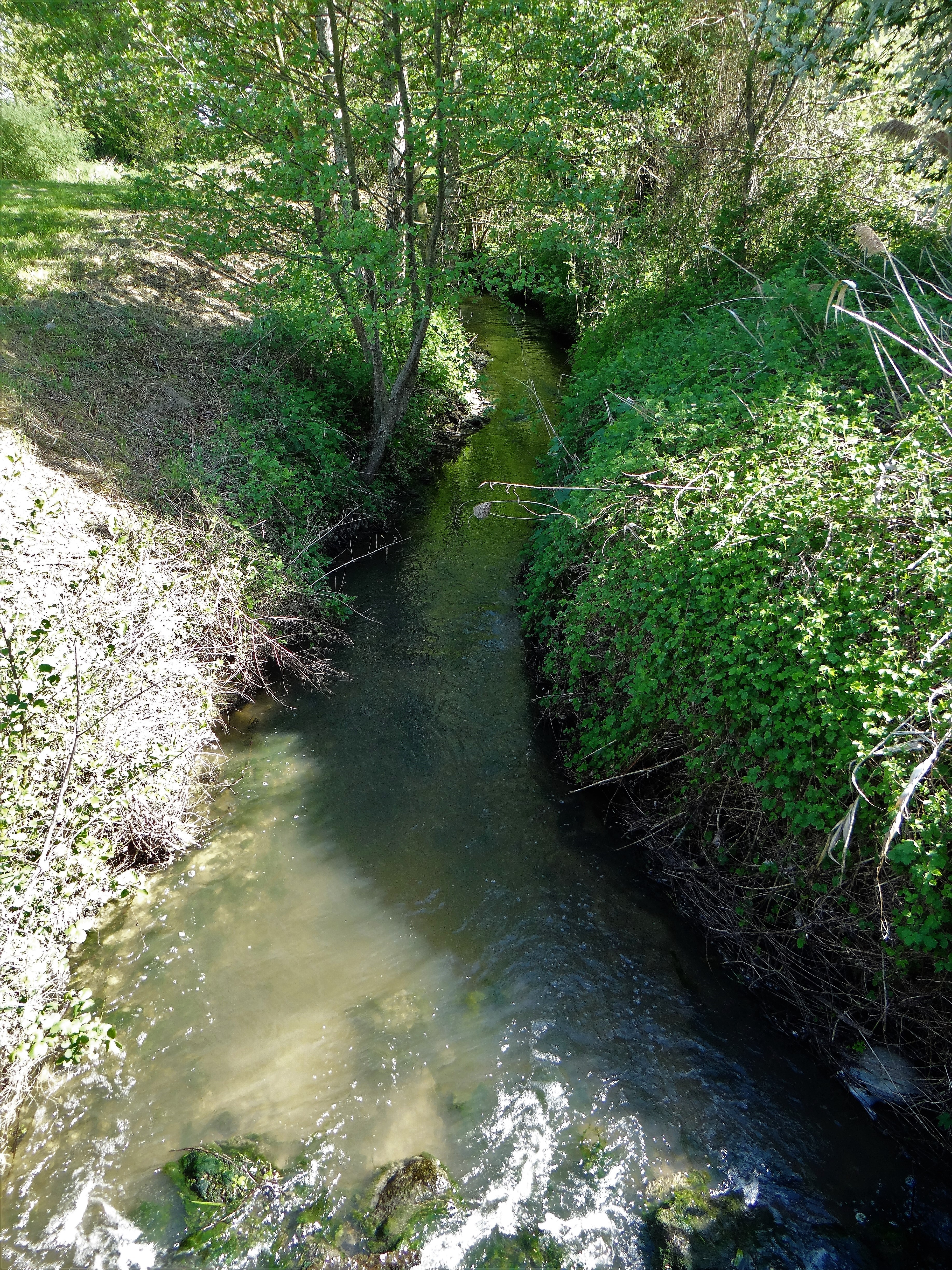
La Poterie à Noyers

- Le canal d'Orléans traverse le territoire de la commune,
- La Poterie, long de 13,8 km, qui prend sa source à Lorris (Les Sablonnettes) et se jette dans le canal d’Orléans à Presnoy (La Planche aux Filles)[7]
- Le ruisseau Pontet, long de 8,434 km[8] ;
- Le Limentin[9].

### Climat
Pour des articles plus généraux, voir Climat du Centre-Val de Loire et Climat du Loiret.
En 2010, le climat de la commune est de type climat océanique dégradé des plaines du Centre et du Nord, selon une étude du CNRS s'appuyant sur une série de données couvrant la période 1971-2000. En 2020, Météo-France publie une typologie des climats de la France métropolitaine dans laquelle la commune est exposée à un climat océanique altéré et est dans la région climatique Centre et contreforts nord du Massif Central, caractérisée par un air sec en été et un bon ensoleillement.
Pour la période 1971-2000, la température annuelle moyenne est de 11 °C, avec une amplitude thermique annuelle de 15,8 °C. Le cumul annuel moyen de précipitations est de 708 mm, avec 10,8 jours de précipitations en janvier et 7,2 jours en juillet. Pour la période 1991-2020, la température moyenne annuelle observée sur la station météorologique de Météo-France la plus proche, sur la commune de Ladon à 10 km à vol d'oiseau, est de 11,7 °C et le cumul annuel moyen de précipitations est de 685,3 mm,. Pour l'avenir, les paramètres climatiques de la commune estimés pour 2050 selon différents scénarios d'émission de gaz à effet de serre sont consultables sur un site dédié publié par Météo-France en novembre 2022.

### Milieux naturels et biodiversité

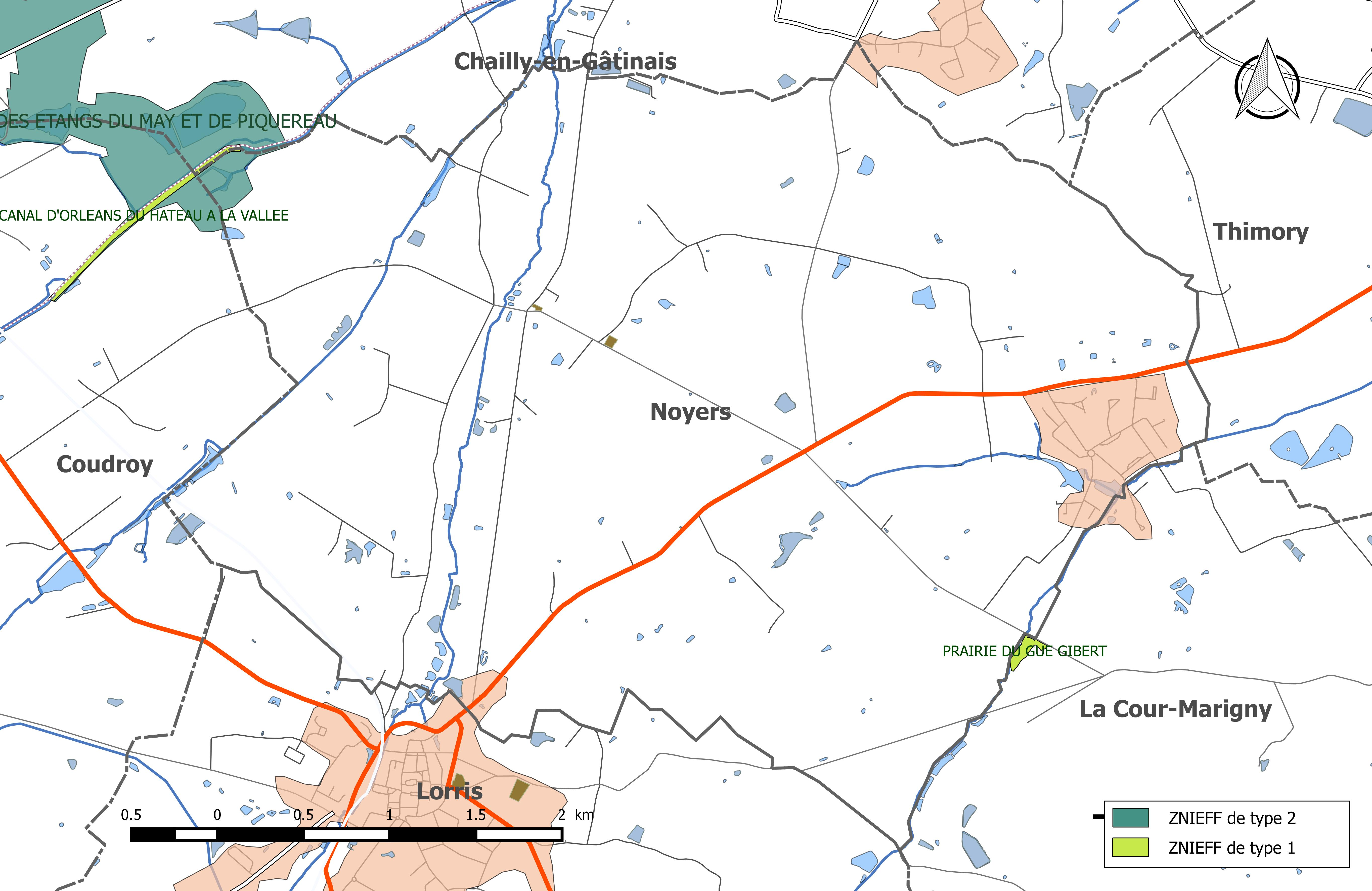
Carte des ZNIEFF de la commune et de ses abords.

L’inventaire des zones naturelles d'intérêt écologique, faunistique et floristique (ZNIEFF) a pour objectif de réaliser une couverture des zones les plus intéressantes sur le plan écologique, essentiellement dans la perspective d’améliorer la connaissance du patrimoine naturel national et de fournir aux différents décideurs un outil d’aide à la prise en compte de l’environnement dans l’aménagement du territoire. Le territoire communal de Noyers comprend trois ZNIEFF.
| Désignation                                  | Type   | Superficie   | Description |
| -------------------------------------------- | ------ | ------------ | --- |
| « Canal d'Orléans du Hateau à la vallée »    | type 1 | 4 hectares   | S'étend sur 3 communes (Chailly-en-Gâtinais, Coudroy et Noyers). Il s'agit d'une portion du canal d'Orléans, située entre l'écluse de la Vallée et l'écluse du Hateau. Son altitude est de 100 m. Le site abrite une population très importante d'Hydrocharis morsus-ranae, espèce rare en région Centre-Val de Loire. C'est donc ici le nombre particulièrement important (une des plus belles populations de la région, voire la plus belle) d'individus qui motive la reconnaissance du site en ZNIEFF de type 1. Il n'existe pas de site Natura 2000 sur le territoire communal de Noyers. |
| « Prairie du gué Gibert »                    | type 1 | 1,51 hectare | La zone s'étend sur deux communes : La Cour-Marigny et Noyers. Elle est située entre le Limetin et un boisement, pratiquement à mi-distance entre Lorris et La Cour-Marigny. Son altitude est de 115 m. Elle abrite sept espèces déterminantes, dont deux sont protégées, avec en particulier la présence de Dactylorhiza fistulosa, rare en région Centre-Val de Loire. |
| « Chaîne des étangs du May et de Piquereau » | type 2 | 267 hectares | La zone est constituée de deux chaînes d'étangs pratiquement parallèles situées à l'est de la forêt d'Orléans, au nord du canal d'Orléans. Son altitude varie entre 101 et 112 m. Les étangs de la Boirie, Neuf et Piquereau, au nord, sont riches en végétation flottante et immergée. L'intérêt paysager des étangs s'ajoute à l'intérêt biologique (nénuphars et nymphéas, belles roselières). De nombreux oiseaux d'eau sont présents : mouette rieuse, héron cendré, fuligule milouin, grèbe huppé, cygne tuberculé, sterne pierregarin, chevalier guignette.                             |

Il n'existe pas de site Natura 2000 sur le territoire communal de Chailly-en-Gâtinais.

## Urbanisme

### Typologie
Au 1er janvier 2024, Noyers est catégorisée commune rurale à habitat dispersé, selon la nouvelle grille communale de densité à sept niveaux définie par l'Insee en 2022.
Elle est située hors unité urbaine et hors attraction des villes,.

### Occupation des sols
L'occupation des sols de la commune, telle qu'elle ressort de la base de données européenne d’occupation biophysique des sols Corine Land Cover (CLC), est marquée par l'importance des territoires agricoles (85,6 % en 2018), en diminution par rapport à 1990 (86,8 %). La répartition détaillée en 2018 est la suivante : 
terres arables (58,9 %), prairies (16,7 %), forêts (10,4 %), zones agricoles hétérogènes (10,1 %), zones urbanisées (3,9 %).
L'évolution de l’occupation des sols de la commune et de ses infrastructures peut être observée sur les différentes représentations cartographiques du territoire : la carte de Cassini (XVIIIe siècle), la carte d'état-major (1820-1866) et les cartes ou photos aériennes de l'IGN pour la période actuelle (1950 à aujourd'hui).

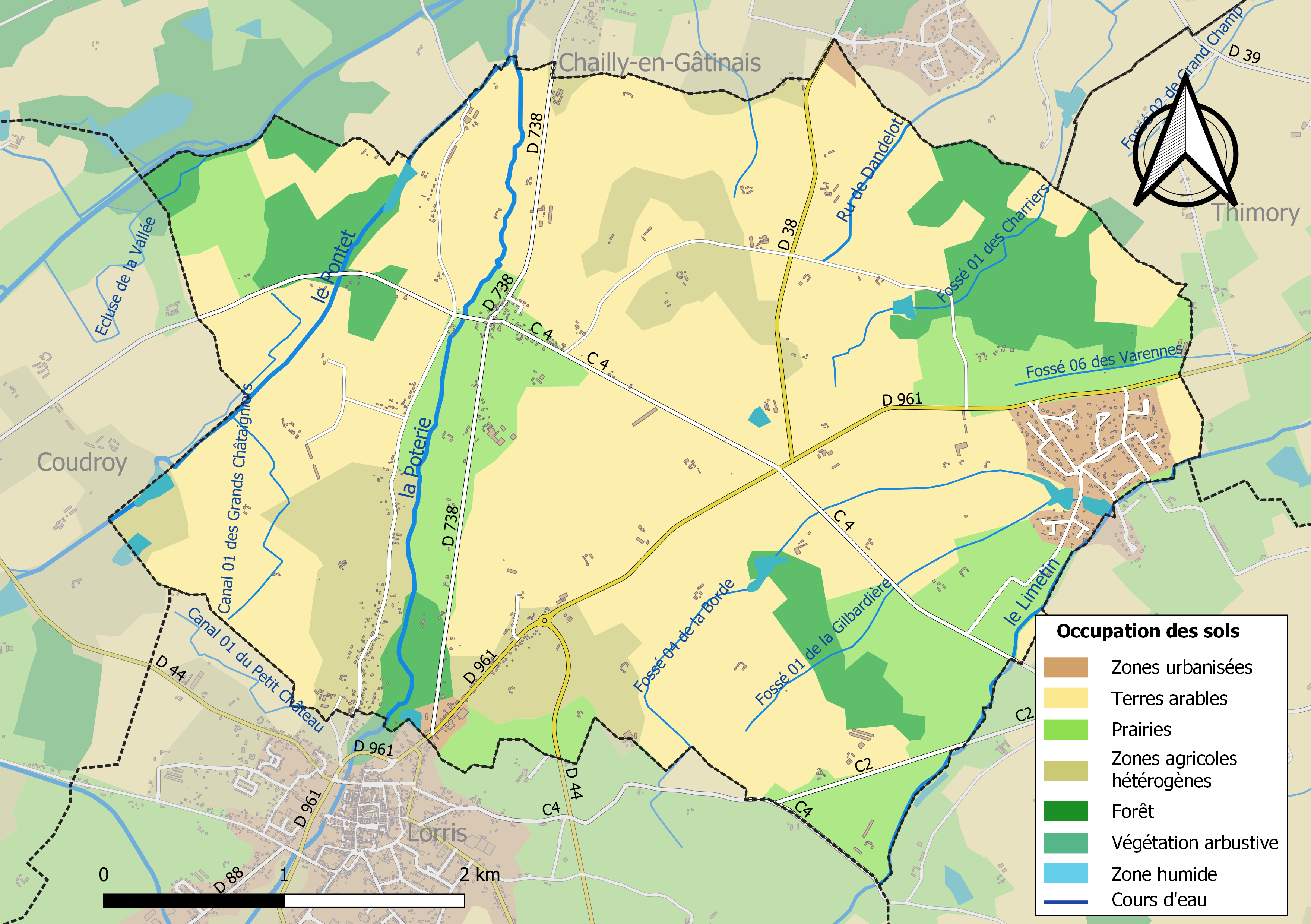
Carte des infrastructures et de l'occupation des sols de la commune en 2018 (CLC).
Carte orthophotographique de la commune en 2016.

### Logement

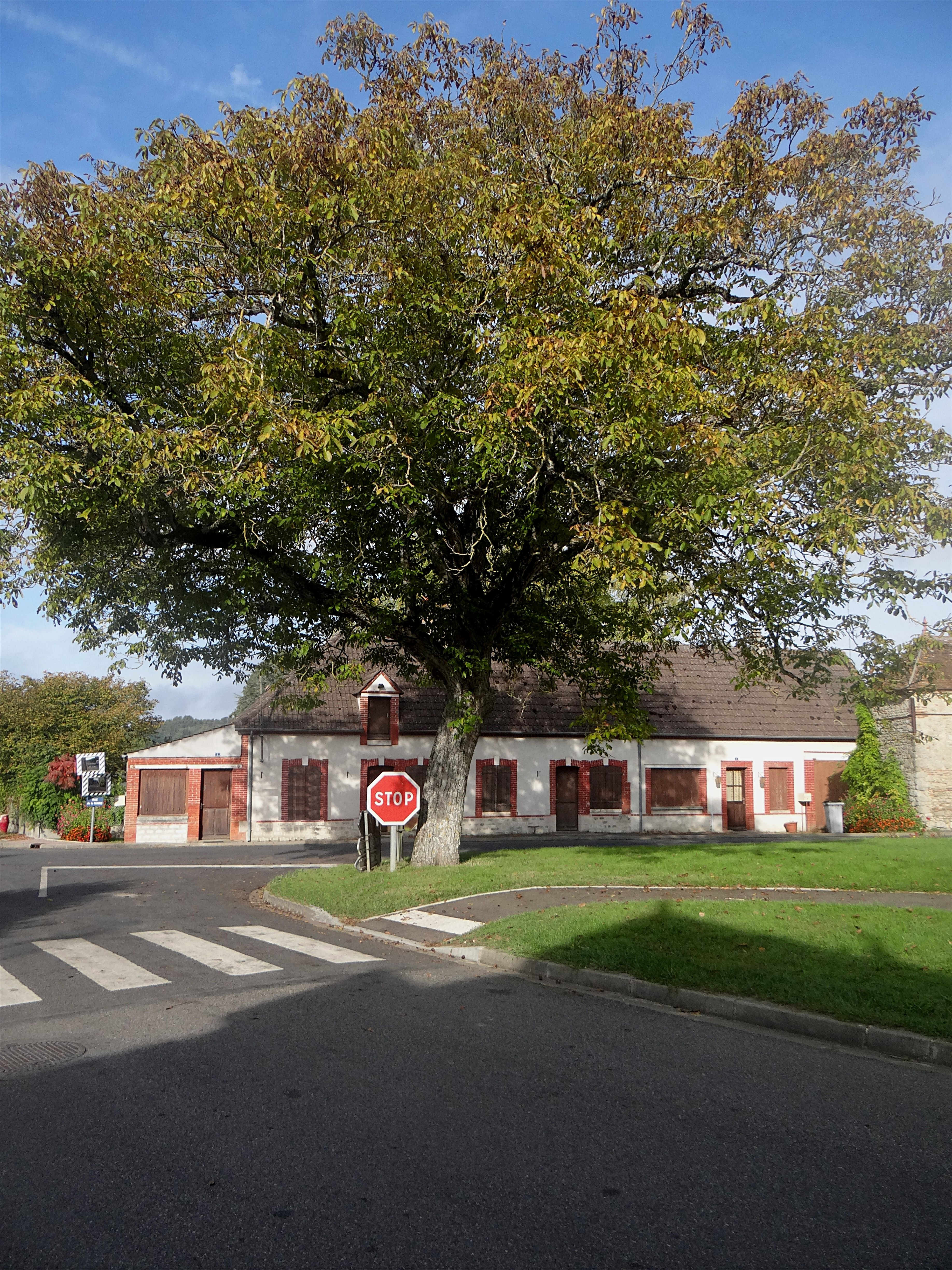
Noyer à l'angle de la rue de la Mairie et des Genièvres.

En 2013, le nombre total de logements dans la commune était de 419.
Parmi ces logements, 80,2 % étaient des résidences principales, 13,8 % des résidences secondaires et 6 % des logements vacants.
La part des ménages propriétaires de leur résidence principale s’élevait à 84,2 %.

### Toponymie
Le village tire son nom d’un lieu désignant un arbre à fruits comestibles : le noyer.
En 1240, il s’est appelé Noerlis. La forme Noyers est définitive vers 1350.

#### Voies de communication

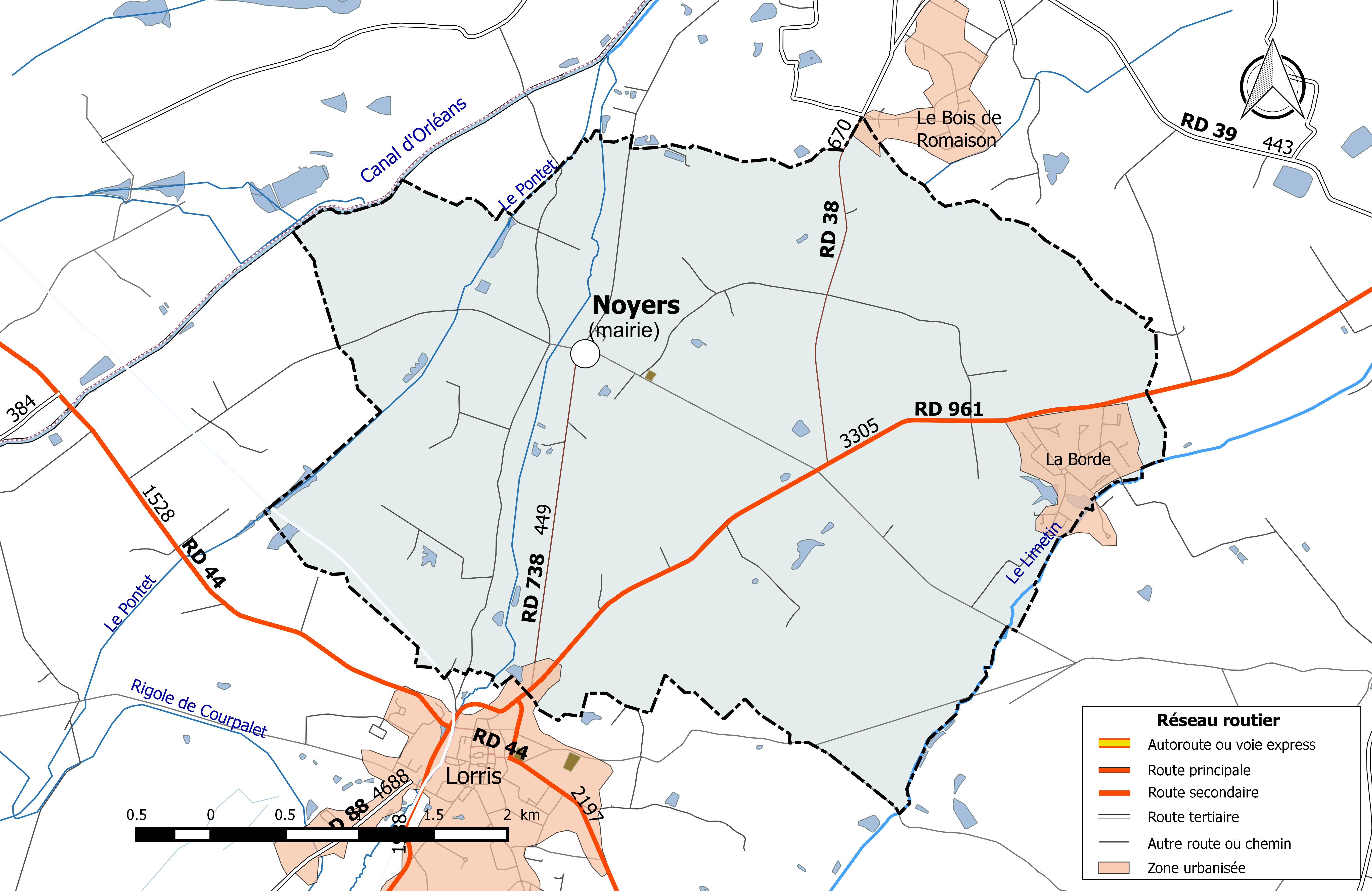
Réseau routier principal de la commune de Noyers (avec indication du trafic routier 2014).

### Voies de communication et transports

#### Transports
Noyers est desservie par la ligne d’autocars 12 (Montargis - Dampierre-en-Burly) de la société Ulys.
Les gares ferroviaires les plus proches :
- Gare de Montargis, gare SNCF desservie par les trains du réseau Transilien Paris-Lyon (ligne R) ainsi que par les Intercités, située à 25,5 kilomètres, (27 minutes) ;
- Gare de Nogent-sur-Vernisson, gare SNCF de la ligne de Moret - Veneux-les-Sablons à Lyon-Perrache, située à 23,9 kilomètres, (26 minutes).

### Risques majeurs
La commune de Noyers est vulnérable à différents aléas naturels : climatiques (hiver exceptionnel ou canicule), mouvements de terrains ou sismique (sismicité très faible).
Elle est également exposée à deux risques technologiques : le risque nucléaire et le risque de transport de matières dangereuses.
Entre 1989 et 2019, neuf arrêtés ministériels ayant porté reconnaissance de catastrophe naturelle ont été pris pour le territoire de la commune : six  pour des inondations et coulées de boue et trois pour des mouvements de terrains.

#### Risques naturels
Le territoire de la commune peut être concerné par un risque d'effondrement de cavités souterraines non connues. Une cartographie départementale de l'inventaire des cavités souterraines et des désordres de surface a été réalisée. Il a été recensé sur la commune plusieurs effondrements de cavités.
Par ailleurs, le sol du territoire communal peut faire l'objet de mouvements de terrain liés à la sècheresse. Le phénomène de retrait-gonflement des argiles est la conséquence d'un changement d'humidité des sols argileux. Les argiles sont capables de fixer l'eau disponible mais aussi de la perdre en se rétractant en cas de sècheresse. Ce phénomène peut provoquer des dégâts très importants sur les constructions (fissures, déformations des ouvertures) pouvant rendre inhabitables certains locaux. Celui-ci a particulièrement affecté le Loiret après la canicule de l'été 2003. Une grande partie du territoire de la commune est exposée à un aléa « fort » face à ce risque, selon l'échelle définie par le Bureau de recherches géologiques et minières (BRGM).
Depuis le 22 octobre 2010, la France dispose d’un nouveau zonage sismique divisant le territoire national en cinq zones de sismicité croissante. La commune, à l’instar de l’ensemble du département, est concernée par un risque très faible.

#### Risques technologiques
Dans le domaine des risques technologiques, une partie du territoire de la commune peut être concernée par le risque nucléaire. En cas d’accident grave, certaines installations nucléaires sont en effet susceptibles de rejeter dans l’atmosphère de l’iode radioactif. Or la commune se situe partiellement à l'intérieur du périmètre de 20 km du Plan particulier d'intervention de la centrale nucléaire de Dampierre. À ce titre les habitants de la commune, comme tous ceux résidant dans le périmètre proche de 20 km de la centrale ont bénéficié, à titre préventif, d'une distribution de comprimés d’iode stable dont l’ingestion avant rejet radioactif permet de pallier les effets sur la thyroïde d’une exposition à de l’iode radioactif. En cas d'incident ou d'accident nucléaire, des consignes de confinement ou d'évacuation peuvent être données et les habitants peuvent être amenés à ingérer, sur ordre du préfet, les comprimés en leur possession.
La commune est exposée au risque de transport de matières dangereuses, en raison du passage sur son territoire d'un gazoduc,,.

## Histoire

### Héraldique
| Blason de Noyers | Les armes de Noyers se blasonnent ainsi : D'or au noyer de sinople senestré d'une roue de moulin de huit rais de sable, le tout sur une rivière d'azur mouvant de la pointe. |

## Politique et administration

### Découpage territorial

#### Bloc communal: Commune et intercommunalités
La paroisse de Noyers acquiert le statut de municipalité avec le  décret du 12 novembre 1789 de l'Assemblée Nationale puis celui de « commune », au sens de l'administration territoriale actuelle, par le décret de la Convention nationale du 10 brumaire an II (31 octobre 1793). Il faut toutefois attendre la loi du 5 avril 1884 sur l'organisation municipale pour qu'un régime juridique uniforme soit défini pour toutes les communes de France, point de départ de l’affirmation progressive des communes face au pouvoir central.
Aucun événement de restructuration majeure du territoire, de type suppression, cession ou réception de territoire, n'a affecté la commune depuis sa création.

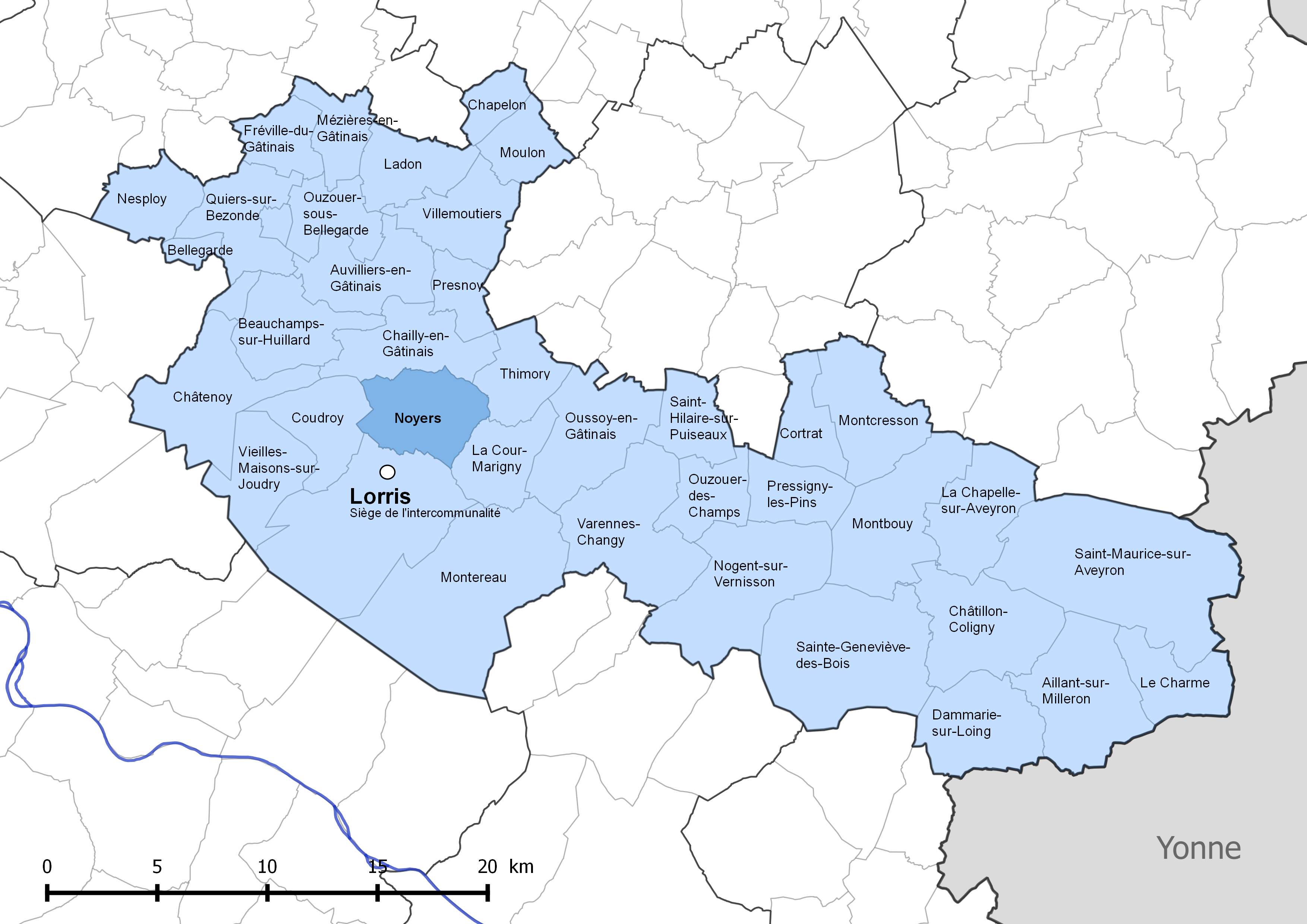
Localisation de la commune de Noyers dans la communauté de communes Canaux et forêts en Gâtinais.

La commune est membre de la communauté de communes du canton de Lorris, une intercommunalité qui remplace l'ancien SIVOM du canton de Lorris créé en février 1969, depuis sa création le 26 décembre 1997 jusqu'au 1er janvier 2017.
Afin de renforcer et réduire le nombre d'intercommunalités en France, la loi du 7 août 2015 portant nouvelle organisation territoriale de la République (dite loi NOTRe) fait passer le seuil démographique minimal de 5 000 à 15 000 habitants pour constituer une intercommunalité, sauf exceptions. Le schéma départemental de coopération intercommunale du Loiret est arrêté sur ces bases le 30 mars 2016 et le nombre d'établissements publics de coopération intercommunale à fiscalité propre passe dans le département du Loiret de 28 (2 communautés d'agglomération et 26 communautés de communes) à 16 (deux communautés d'agglomération et 14 communautés de communes dont une interdépartementale). Les communautés de communes du canton de Lorris et canton de Châtillon-Coligny et du Bellegardois fusionnent ainsi à compter du 1er janvier 2017 en une seule entité : la communauté de communes Canaux et forêts en Gâtinais, dont le siège est à Lorris. Cette nouvelle intercommunalité comprend 38 communes dont  Noyers.

#### Circonscriptions de rattachement
La loi du 22 décembre 1789 divise le pays en 83 départements découpés chacun en six à neuf districts eux-mêmes découpés en cantons regroupant des communes. Les districts, tout comme les départements, sont le siège d’une administration d’État et constituent à ce titre des circonscriptions administratives. La commune de Noyers est alors incluse dans le canton de Lorris, le district de Montargis et le département du Loiret.
La recherche d’un équilibre entre la volonté d’organiser une administration dont les cadres permettent l’exécution et le contrôle des lois d’une part, et la volonté d’accorder une certaine autonomie aux collectivités de base (paroisses, bourgs, villes) d’autre part, s’étale de 1789 à 1838. Les découpages territoriaux évoluent ensuite au gré des réformes visant à décentraliser ou recentraliser l'action de l'État. La régionalisation fonctionnelle des services de l'État (1945-1971) aboutit à la création de régions. L'acte I de la décentralisation de 1982-1983 constitue une étape importante en donnant l'autonomie aux collectivités territoriales, régions, départements et communes. L'acte II intervient en 2003-2006, puis l'acte III en 2012-2015.
Le tableau suivant présente les rattachements, au niveau infra-départemental, de la commune de Noyers aux différentes circonscriptions administratives et électorales ainsi que l'historique de l'évolution de leurs territoires.
| Circonscription             | Nom                | Période   | Type                         | Évolution du découpage territorial |
| --------------------------- | ------------------ | --------- | ---------------------------- | --- |
| District                    | Montargis          | 1790-1795 | Administrative               | La commune est rattachée au district de Montargis de 1790 à 1795,. La Constitution du 5 fructidor an III, appliquée à partir de vendémiaire an IV (1795) supprime les districts, rouages administratifs liés à la Terreur, mais maintient les cantons qui acquièrent dès lors plus d'importance. |
| Canton                      | Lorris             | 1790-1801 | Administrative et électorale | Le 10 février 1790, la municipalité de Noyers est rattachée au canton de Lorris,. Les cantons sont supprimés, en tant que découpage administratif, par une loi du 26 juin 1793, et ne conservent qu'un rôle électoral. Ils permettent l’élection des électeurs du second degré chargés de désigner les députés. Les cantons acquièrent une fonction administrative avec la disparition des districts en 1795. |
| Canton                      | Lorris             | 1801-2015 | Administrative et électorale | Sous le Consulat, un redécoupage territorial visant à réduire le nombre de justices de paix ramène le nombre de cantons dans le Loiret de 59 à 31. Noyers est alors rattachée par arrêté du 9 vendémiaire an X (30 septembre 1801) au canton de Lorris, sous le nom de Noyers,. |
| Canton                      | Lorris             | 2015-     | Électorale                   | La loi du 17 mai 2013 et ses décrets d'application publiés en février et mars 2014 introduisent un nouveau découpage territorial pour les élections départementales. La commune est alors rattachée au nouveau canton de Lorris. Depuis cette réforme, plus aucun service de l'État n'exerce sa compétence sur un territoire s'appuyant sur le nouveau découpage cantonal. Le canton a disparu en tant que circonscription administrative de l'État ; il est désormais uniquement une circonscription électorale dédiée à l'élection d'un binôme de conseillers départementaux siégeant au conseil départemental. |
| Arrondissement              | Montargis          | 1801-     | Administrative               | Noyers est rattachée à l'arrondissement de Montargis depuis sa création en 1801,. |
| Circonscription législative | 6e circonscription | 2010-     | Électorale                   | Lors du découpage législatif de 1986, le nombre de circonscriptions législatives passe dans le Loiret de 4 à 5. Un nouveau redécoupage intervient en 2010 avec la loi du 23 février 2010. En attribuant un siège de député « par tranche » de 125 000 habitants, le nombre de circonscriptions par département varie désormais de 1 à 21,. Dans le Loiret, le nombre de circonscriptions passe de cinq à six. Noyers, initialement rattachée à la cinquième circonscription, est, après 2010, rattachée à la sixième circonscription.                                                                             |

#### Collectivités de rattachement
La commune de Noyers est rattachée au département du Loiret et à la région Centre-Val de Loire, à la fois circonscriptions administratives de l'État et collectivités territoriales.

### Politique et administration municipales

#### Conseil municipal et maire
Depuis les élections municipales de 2014, le conseil municipal  de Noyers, commune de moins de 1 000 habitants, est élu au scrutin majoritaire plurinominal à deux tours, les électeurs pouvant modifier les listes, panacher, ajouter ou supprimer des candidats sans que le vote soit nul, pour un mandat de six ans renouvelable. Il est composé de 15 membres. L'exécutif communal est constitué par le maire, élu par le conseil municipal, parmi ses membres, pour un mandat de six ans, c'est-à-dire pour la durée du mandat du conseil. Xavier Relave est maire depuis 2014.
| Période                                  | Période   | Identité      | Étiquette | Qualité |
| ---------------------------------------- | --------- | ------------- | --------- | ------- |
| 2001                                     | mars 2014 | Guy Mézard    |           |         |
| mars 2014                                | En cours  | Xavier Relave |           |         |
| Les données manquantes sont à compléter. |           |               |           |         |

## Équipements et services

### Environnement

#### Gestion des déchets
En  2016, la commune est membre du SICTOM de la région de Châteauneuf-sur-Loire, créé en 1976. Celui-ci assure la collecte et le traitement des ordures ménagères résiduelles, des emballages ménagers recyclables  et des encombrants en porte à porte et du verre en points d’apport volontaire. Un réseau de dix déchèteries accueille les encombrants et autres déchets spécifiques (déchets verts, déchets dangereux, gravats, ferraille, cartons…). La déchèterie la plus proche est située sur la commune de Lorris. L'élimination et la valorisation énergétique des déchets ménagers et de ceux issus de la collecte sélective sont effectuées par le SYCTOM de Gien-Châteauneuf-sur-Loire qui comprend un centre de transfert de déchets ménagers et un centre de stockage de déchets ultimes (CSDU) de classe II à Saint-Aignan-des-Gués ainsi qu'une usine d’incinération des ordures ménagères à Gien-Arrabloy.
Depuis le 1er janvier 2017, la « gestion des déchets ménagers » ne fait plus partie des compétences de la commune mais est une compétence obligatoire de la communauté de communes Canaux et Forêts en Gâtinais en application de la loi NOTRe du 7 août 2015.

#### Production et distribution d'eau
Le service public d’eau potable est une compétence obligatoire des communes depuis l’adoption de la loi du 30 décembre 2006 sur l’eau et les milieux aquatiques. Au 31 décembre 2016, la production et la distribution de l'eau potable sur le territoire communal sont assurées par le syndicat intercommunal d'alimentation en eau potable de Lorris, un syndicat créé en 1971 desservant quatre communes : Coudroy, Lorris Noyers et Vieilles-Maisons-sur-Joudry,,.
La loi NOTRe du 7 août 2015 prévoit que le transfert des compétences « eau et assainissement » vers les communautés de communes sera obligatoire à compter du 1er janvier 2020. Le transfert d’une compétence entraîne  de  facto la mise à disposition gratuite de plein droit des biens, équipements et services publics utilisés, à la date du transfert, pour l'exercice de ces compétences et la substitution de la communauté dans les droits et obligations des communes,.

#### Assainissement
La compétence assainissement, qui recouvre obligatoirement la collecte, le transport et l’épuration des eaux usées, l’élimination des boues produites, ainsi que le contrôle des raccordements aux réseaux publics de collecte, est assurée  par la commune elle-même.
La commune est raccordée à une station d'épuration située sur le territoire de la commune, mise en service le 1er novembre 2009 et dont la capacité nominale de traitement est de  280 EH, soit 42 m3/jour. Cet équipement utilise un procédé d'épuration à disque biologique,.
L’assainissement non collectif (ANC) désigne les installations individuelles de traitement des eaux domestiques qui ne sont pas desservies par un réseau public de collecte des eaux usées et qui doivent en conséquence traiter elles-mêmes leurs eaux usées avant de les rejeter dans le milieu naturel. La communauté de communes du canton de Lorris a créé, par délégation de ses communes adhérentes, le service public d'assainissement non collectif (SPANC), qui a pour mission de contrôler les installations neuves et existantes, la mise en place d’un service de vidange et la réhabilitation des installations,. Depuis le 1er janvier 2017, c'est la communauté de communes Canaux et Forêts en Gâtinais, issue de la fusion de la communauté de communes du canton de Lorris, de la communauté de communes de Châtillon-Coligny et de la communauté de communes du Bellegardois, qui assure, par substitution, le SPANC.

## Population et société

### Démographie

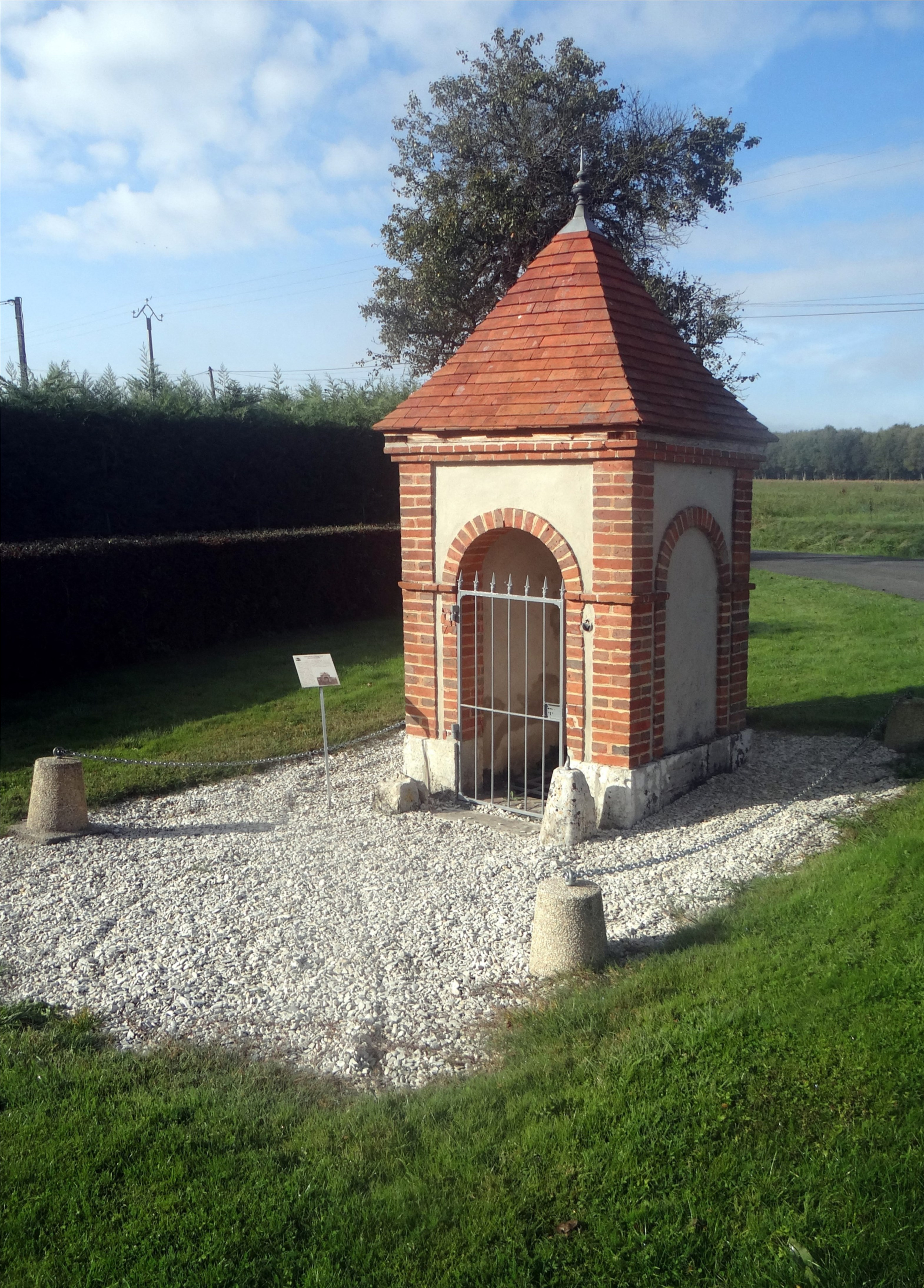
Oratoire-fontaine Saint-Genou

L'évolution du nombre d'habitants est connue à travers les recensements de la population effectués dans la commune depuis 1793. Pour les communes de moins de 10 000 habitants, une enquête de recensement portant sur toute la population est réalisée tous les cinq ans, les populations de référence des années intermédiaires étant quant à elles estimées par interpolation ou extrapolation. Pour la commune, le premier recensement exhaustif entrant dans le cadre du nouveau dispositif a été réalisé en 2008.
En 2022, la commune comptait 743 habitants, en évolution de −3,38 % par rapport à 2016 (Loiret : +1,89 %, France hors Mayotte : +2,11 %).
| 1793 | 1800 | 1806 | 1821 | 1831 | 1836 | 1841 | 1846 | 1851 |
| ---- | ---- | ---- | ---- | ---- | ---- | ---- | ---- | ---- |
| 446  | 430  | 412  | 467  | 428  | 443  | 446  | 444  | 474  |

| 1856 | 1861 | 1866 | 1872 | 1876 | 1881 | 1886 | 1891 | 1896 |
| ---- | ---- | ---- | ---- | ---- | ---- | ---- | ---- | ---- |
| 495  | 492  | 512  | 477  | 516  | 498  | 524  | 501  | 491  |

| 1901 | 1906 | 1911 | 1921 | 1926 | 1931 | 1936 | 1946 | 1954 |
| ---- | ---- | ---- | ---- | ---- | ---- | ---- | ---- | ---- |
| 469  | 421  | 431  | 397  | 404  | 419  | 399  | 347  | 316  |

| 1962 | 1968 | 1975 | 1982 | 1990 | 1999 | 2006 | 2008 | 2013 |
| ---- | ---- | ---- | ---- | ---- | ---- | ---- | ---- | ---- |
| 311  | 330  | 393  | 504  | 543  | 672  | 703  | 714  | 783  |

| 2018 | 2022 | - | - | - | - | - | - | - |
| ---- | ---- | - | - | - | - | - | - | - |
| 743  | 743  | - | - | - | - | - | - | - |

## Économie
- Activité agricole ;
- Tourisme rural (gîtes, tourisme vert).

### Revenus de la population et fiscalité
Le nombre de ménages fiscaux en 2013 était de 339 représentant 806 personnes et la  médiane du revenu disponible par unité de consommation  de 21 695 €.

### Emploi
En 2014, le nombre total d’emploi dans la zone était de 71, occupant 333 actifs résidants (salariés et non-salariés) .
Le taux d’activité de la population âgée de 15 à 64 ans s'élevait à  76,4% contre un taux de chômage de 9,4%.

### Entreprises et commerces
En 2015, le nombre d'établissements actifs était de cinquante-neuf, dont quinze dans l'agriculture-sylviculture-pêche, trois dans l'industrie, huit dans la construction, trente dans le commerce-transports-services divers et trois relatifs au secteur administratif.
Cette même année, quatre entreprises ont été créées, dont deux par des auto-entrepreneurs.

## Culture locale et patrimoine

### Lieux et monuments
- Église St Pierre St Genou. Mobilier classé : retable Saint Sébastien de l'autel (XVIIIe siècle), en bois taillé et toile. Inscrit à l'inventaire des monuments historiques le 8 septembre 1969.
- Oratoire-fontaine Saint-Genou : Lieu de pélérinage où les malades se plongeaient nus dans la source. La fontaine était entretenue car ces immersions permettaient de tirer un certain profit lucratif... Malheureusement, il arrivait que le point d'eau se tarisse brusquement et une année, ce phénomène se produisit la veille du pélérinage !

Voyant ses espérances de recette s'envoler, le bedeau passa sa nuit à puiser de l'eau à la rivière voisine pour alimenter  la précieuse fontaine. Il fit tant de voyages qu'il attrapa une pleurésie et il en mourut.